# Fernmeldeturm Eisernhardt

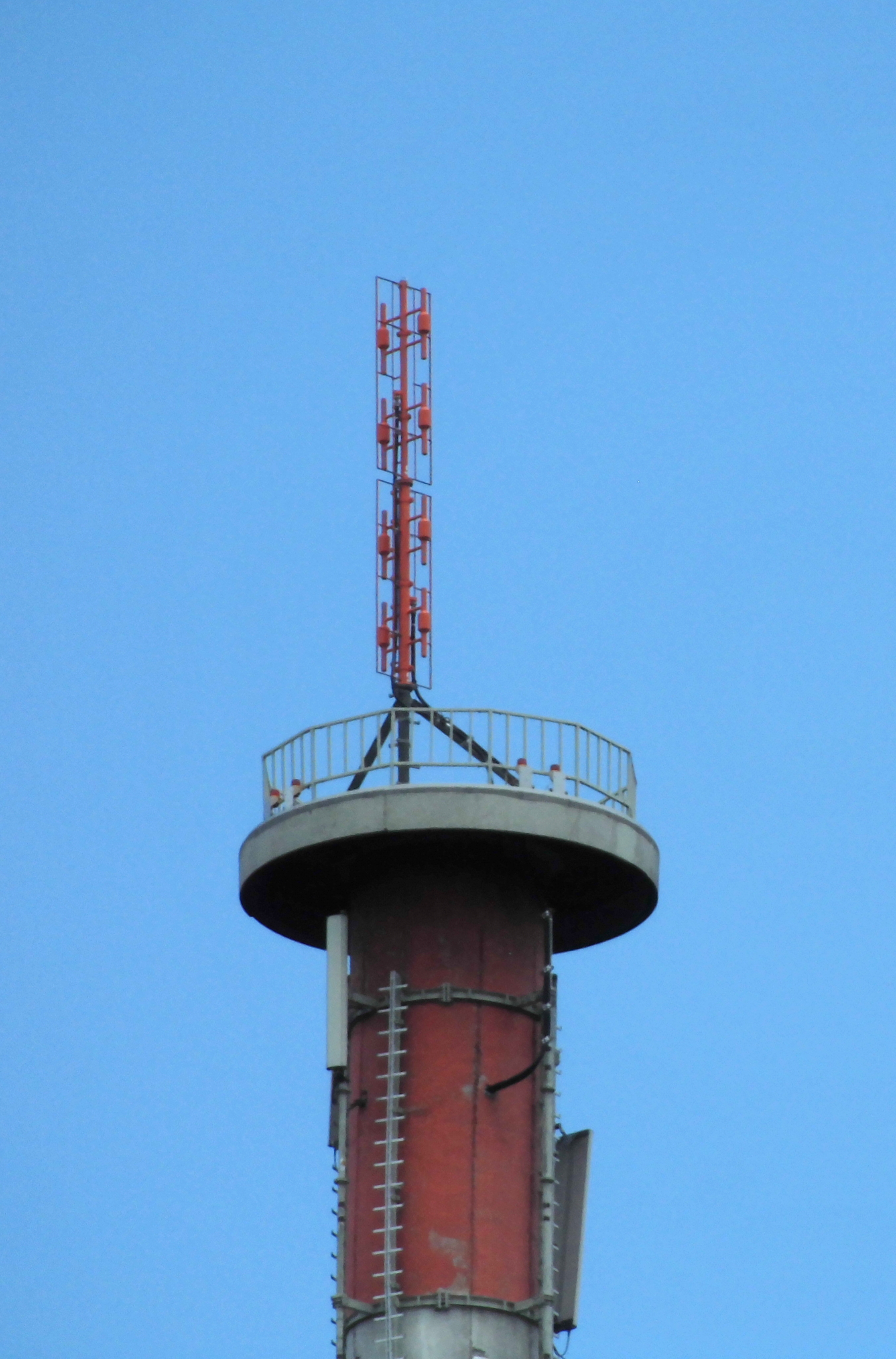
DAB+ Antenne auf dem Fernmeldeturm Eisernhardt

Der Fernmeldeturm Eisernhardt (Siegen-Süd) ist ein 134 Meter hoher Fernmeldeturm FMT 2/73 aus Stahlbeton (Typenturm) auf der Eisernhardt in Nordrhein-Westfalen. Er wurde 1976 in Betrieb genommen. Er ist das derzeit höchste Bauwerk im Stadtgebiet Siegen. Er wird hauptsächlich für Richtfunk und Mobilfunk genutzt und ist einer der aktuell 25 Standorte in Deutschland, von wo aus mobiles Internet für zivile Flugzeuge verbreitet wird. Seit dem 14. Dezember 2015 wird von hier auch DAB+ in vertikaler Polarisation und im Gleichwellenbetrieb mit anderen Sendern ausgestrahlt.

## Frequenzen und Programme

### Digitales Radio (DAB+)
| Block                        | Programme | ERP (kW) | Antennen- diagramm rund (ND) /gerichtet (D) | Gleichwellennetz (SFN) |
| ---------------------------- | --- | -------- | ------------------------------------------- | --- |
| 5C DR Deutschland (D__00188) | DAB+ Block der Media Broadcast: - Absolut relax (72 kbps) - Dlf (104 kbps) - Dlf Kultur (112 kbps) - Dlf Nova (104 kbps) - DRadio DokDeb (48 kbps) - Energy Digital (72 kbps) - ERF Plus (64 kbps) - Klassik Radio (72 kbps) - Radio Bob (72 kbps) - Radio Horeb (48 kbps) - Radio Schlagerparadies (64 kbps) - Schwarzwaldradio (64 kbps) - sunshine live (72 kbps) - DRadio Daten (32 kbps Daten) - EPG Deutschland (16 kbps Daten) - TPEG (16 kbps Daten) - TPEG_MM (16 kbps Daten) | 10       | ND                                          | - Baden-Württemberg: Aalen, Baden-Baden (Fremersberg), Bad Mergentheim, Blauen, Brandenkopf, Donaueschingen, Feldberg im Schwarzwald, Freiburg (Vogtsburg-Totenkopf), Geislingen (Oberböhringen), Großerlach (Hohe Brach), Heidelberg (Königstuhl), Heilbronn (Schweinsberg), Hochrhein (Rickenbach), Hornisgrinde, Pforzheim (Schömberg-Langenbrand), Raichberg, Ravensburg (Höchsten), Reutlingen, Stuttgart (Frauenkopf), Ulm (Kuhberg) - Bayern: Amberg (Hirschau), Aschaffenburg (Pfaffenberg), Augsburg (Hotelturm), Bad Tölz (Gaißach), Balderschwang, Bamberg (Geisberg), Büttelberg, Brotjacklriegel, Dillberg, Grünten, Herzogstand, Hochberg (Traunstein), Hoher Bogen, Inntal (Ebbs), Ingolstadt (Gelbelsee), Kreuzberg/Rhön, Landshut (Altdorf), München (Olympiaturm), Nennslingen (Büchelberg), Nürnberg, Oberammergau, Ochsenkopf, Passau, Pfänder, Pfaffenhofen, Pfarrkirchen, Pfronten, Regensburg (Hohe Linie), Unterringingen, Untersberg, Wendelstein (Bayrischzell), Würzburg (Frankenwarte) - Berlin: Berlin (Alexanderplatz), Berlin (Scholzplatz) - Brandenburg: Bad Belzig, Booßen, Brandenburg/Havel, Calau, Casekow, Cottbus, Eberswalde (geplant), Eisenhüttenstadt, Neuruppin (geplant), Petkus, Pritzwalk, Templin - Bremen: Bremen (Walle), Bremerhaven-Schiffdorf - Hamburg: Hamburg (Moorfleet), Hamburg (Heinrich-Hertz-Turm) - Hessen: Bad Hersfeld (Rimberg), Biedenkopf (Sackpfeife), Fulda (Hummelskopf), Frankfurt (Europaturm), Gelnhausen (Schnepfenkopf), Gießen (Dünsberg), Großer Feldberg, Hardberg, Hohe Wurzel, Hoher Meißner, Kassel (Habichtswald), Mainz-Kastel - Mecklenburg-Vorpommern: Garz (Rügen), Güstrow, Malchin, Neubrandenburg-Süd, Neustrelitz (geplant), Rostock (Toitenwinkel), Röbel, Schwerin (Zippendorf-Gr.Dreesch), Torgelow, Wismar/Rüggow, Züssow - Niedersachsen: Aurich-Popens, Braunschweig (Broitzem), Braunschweig (Drachenberg), Cuxhaven-Stadt, Dannenberg, Göttingen (Bovenden-Osterberg), Hannover (Telemax), Lingen, Lüneburg-Neu Wendhausen, Molbergen-Peheim, Osnabrück (Bramsche-Schleptruper Egge), Hildesheim (Sibbesse), Steinkimmen, Uelzen, Visselhövede, Wilhelmshaven - Nordrhein-Westfalen: Aachen (Karlshöhe), Bergneustadt-Wiedenest (R), Bielefeld (Hünenburg), Bonn (Venusberg), Dortmund (Florianturm), Düsseldorf (Rheinturm), Eggegebirge, Herscheid, Hochsauerland (Hunau), Hürtgenwald-Großhau, Köln (Colonius), Langenberg, Lügde-Rischenau (Köterberg), Meschede (geplant), Minden (Jakobsberg), Münster (Fernmeldeturm), Schöppingen, Siegen-Süd, Wesel - Rheinland-Pfalz: Bad Kreuznach (Schanzenkopf), Bad Marienberg (Westerwald), Bornberg, Daun (Eifel), Edenkoben (Kalmit), Heckenbach-Schöneberg (Ahrweiler), Haardtkopf (geplant), Idar-Oberstein, Kaiserslautern, Kettrichhof, Koblenz (Kühkopf), Schnee-Eifel (geplant), Trier (Petrisberg) - Saarland: Merzig-Merchingen, Saarbrücken (Schoksberg) - Sachsen: Chemnitz, Dresden, Geyer, Leipzig, Löbau, Neustadt, Niederschöna (geplant), Oschatz, Schöneck, Zwickau Ost - Sachsen-Anhalt: Brocken, Burg, Dequede, Petersberg, Pettstädt (Weißenfels), Schneidlingen, Wittenberg - Schleswig-Holstein: Bungsberg, Bredstedt, Flensburg, Garding, Heide, Helgoland, Hennstedt, Itzehoe, Kiel (Kronshagen), Lübeck (Stockelsdorf), Schleswig, Niebüll (Süderlügum), Westerland (Sylt) - Thüringen: Bleßberg (Sonneberg), Erfurt-Hochheim, Gera, Inselsberg, Jena (Oßmaritz), Kulpenberg, Lobenstein (Sieglitzberg), Saalfeld (Remda), Weimar (Ettersberg) |
| 9B Antenne DE (D__00359)     | DAB-Block von Antenne Deutschland: - 80s80s (72 kbps) - 90s90s (72 kbps) - Absolut Bella (72 kbps) - Absolut Germany (72 kbps) - Absolut Hot (72 kbps) - Absolut Oldie (72 kbps) - Absolut Top 2000er (72 kbps) - AIDAradio (72 kbps) - Ballermann Radio (72 kbps) - Beats Radio (72 kbps) - Brillux Radio (72 kbps) - Nostalgie (72 kbps) - Oldie Antenne (72 kbps) - RTL Radio (72 kbps) - Rock Antenne (72 kbps) - Toggo Radio (72 kbps)                                            | 10       | ND                                          | - Baden-Württemberg: Aalen, Baden-Baden (Fremersberg), Heidelberg (Königstuhl), Heilbronn (Schweinsberg), Pforzheim (Schömberg-Langenbrand), Stuttgart (Frauenkopf) - Hessen: Fulda (Hummelskopf), Frankfurt (Europaturm), Gelnhausen (Schnepfenkopf), Gießen (Dünsberg), Großer Feldberg, Hardberg, Kassel (Habichtswald), Mainz-Kastel - Nordrhein-Westfalen: Aachen (Karlshöhe), Bonn (Venusberg), Dortmund (Florianturm), Düsseldorf (Rheinturm), Herscheid, Köln (Colonius), Langenberg, Münster (Fernmeldeturm), Siegen-Süd, Wesel - Rheinland-Pfalz: Bornberg, Koblenz (Kühkopf), Trier (Petrisberg) - Saarland: Saarbrücken (Schoksberg) |
| 9D Mein NRW DAB+ (D__00517)  | DAB-Block von audio.digital NRW: - 80er Radio Harmony (72 kbps) - Antenne NRW (72 kbps) - bigFM (NRW) (72 kbps) - Energy NRW (72 kbps) - Kulthitradio (72 kbps) - Noxx (72 kbps) - NRW1 (72 kbps) - Oldie Antenne (72 kbps) - Radio 21 NRW (72 kbps) - Radio Bollerwagen (72 kbps) - Radio Paloma (NRW) (72 kbps) - Radio Paradiso (72 kbps) - Radio Teddy NRW (72 kbps) - Rock Antenne (72 kbps) - Schlager Radio (NRW) (72 kbps) - Star FM (72 kbps)                                 | 1        | ND                                          | - Region Aachen: Aachen (Karlshöhe) - Bergisches Land: Wuppertal (Küllenhahn) - Rheinland: Bonn (Venusberg), Köln (Colonius) - Rhein-Ruhr: Düsseldorf (Rheinturm), Essen, Wesel - Ruhrgebiet: Dortmund (Florianturm) - Münsterland: Münster (Fernmeldeturm), Schöppingen - Ostwestfalen-Lippe: Bielefeld (Hünenburg), Eggegebirge, Lügde-Rischenau (Köterberg), Minden (Jakobsberg) - Südwestfalen: Herscheid, Hochsauerland (Hunau), Siegen-Süd |
| 11B DO/Südwestfalen          | DAB-Block von audio.digital NRW: - Metropol FM (geplant) - The Wolf NRW (geplant) - Antenne Unna (geplant) - Hellweg Radio (geplant) - Radio 91.2 (geplant) - Radio Bochum (geplant) - Radio Ennepe Ruhr (geplant) - Radio Hagen (geplant) - Radio Herne (geplant) - Radio Lippewelle Hamm (geplant) - Radio MK (geplant) - Radio Sauerland (geplant) - Radio Siegen (geplant) |          |                                             | Brilon, Dortmund (Florianturm), Ederkopf (Oberste Henn), Hagen, Herscheid, Hochsauerland (Hunau), Meschede, Siegen-Süd (geplant) |

## BOS-Funk
Noch bis in die späten 2010er Jahre wurden auf dem Fernmeldeturm betriebsbereite analoge Funkrelais der Behörden und Organisationen mit Sicherheitsaufgaben vorgehalten. Die Kreispolizeibehörde, sowie Feuerwehr, Rettungsdienst und Katastrophenschutz verfügten hier über je einen Funkkanal, mit welchem die Sprechfunkverbindung zur Leitstelle und der Fahrzeuge untereinander im Gebiet des ehemaligen Kreises Siegen (bei der Polizei durch Zusammenschaltung mit dem Relais Hohe Hessel auch mit Wittgensteiner Einsatzkräften) in der Regel möglich war. Es existierten jedoch trotz der exponierten Lage des Turms einzelne Funklöcher in Freudenberg und im Burbacher Hickengrund. Darüber hinaus konnten Fahrzeuge der Autobahnpolizei Freudenberg über diesen Standort über einen separaten Kanal alle Polizeikräfte der Bezirksregierung per Funk erreichen. Dafür war der Fernmeldeturm mit anderen Relais z. B. in Schwerte bei Dortmund und auf der Nordhelle bei Lüdenscheid zusammengeschaltet. Zuletzt diente die komplette Technik nur noch als Rückfallebene für den Digitalfunk.

## Vorgängerbauwerk
Bis zur Inbetriebnahme des jetzigen Fernmeldeturms gab es bereits einen kleineren Sendeturm in unmittelbarer Nähe. Dieser kleinere Turm wurde nach Inbetriebnahme des neuen Turms außer Betrieb genommen und abgerissen.